# Grete Alt-Lantschner
Grete Alt-Lantschner (geborene: Grete Lantschner; * 2. Juni 1906 in Igls; † 6. Jänner 1989 ebenda) war eine österreichische Skirennläuferin. Sie wurde 1933 Österreichische Meisterin, erzielte mehrere Podestplätze bei internationalen Rennen und nahm an den Weltmeisterschaften 1935 teil. 

## Biografie
Grete Lantschner und ihr Bruder Hellmut entstammten der berühmten Lantschner-Skifamilie, die den alpinen Skisport in den späten 1920er und 1930er Jahren prägte. Sie besuchte in Innsbruck die Schule und begann als Jugendliche mit dem Skilauf. Lantschner gehörte der Innsbrucker Skiläufervereinigung an und bestritt in den 1920er Jahren erste Rennen. 1927 wurde sie Tiroler Meisterin und wiederholte ein Jahr später diesen Sieg. Ihr erstes Spitzenresultat bei einem internationalen Rennen war der zweite Platz hinter Lisbeth Polland in der Abfahrt des ersten Arlberg-Kandahar-Rennens 1928 in St. Anton. Im selben Jahr wurde sie bei den ersten österreichischen Damenmeisterschaften Dritte in der Abfahrt hinter ihrer Cousine Inge und der Salzburgerin Käthe Lettner. Nachdem sie fast die gesamte Saison 1928/29 wegen gesundheitlicher Probleme pausieren musste, kehrte Lantschner im nächsten Winter wieder auf die Pisten zurück und erreichte zwei vierte Plätze in der Abfahrt und im Slalom des Arlberg-Kandahar-Rennens. Die dortige Kombination beendete sie auf dem fünften Rang. Während der nächsten Jahre hatte sie erneut Probleme mit ihrer Gesundheit und konnte zwei Saisonen lang keine Rennen bestreiten. In dieser Zeit heiratete sie Ludwig Alt.
1933 gab Alt-Lantschner ihr Comeback und feierte mehrere große Erfolge: Bei den österreichischen Meisterschaften in Kitzbühel wurde sie Dritte im Slalom, Zweite in der Abfahrt und Meisterin in der Kombination. Am Ende des Winters feierte sie ihren nächsten Sieg in der Abfahrt auf der Marmolata. 1934 wurde ihr Sohn Helmut geboren, der in den 1950er Jahren auch einige Erfolge als Skirennläufer erzielte, den Anschluss an die Weltspitze aber nie schaffte. Deshalb musste sie ein weiteres Jahr pausieren. Danach kehrte Alt-Lantschner nochmals zum Rennsport zurück und nahm 1935 im schweizerischen Mürren an ihren einzigen Weltmeisterschaften teil, wo sie jedoch keine vorderen Plätze erreichte. Auch in der weiteren Saison erzielte sie keine Spitzenresultate mehr und beendete im Frühjahr 1935 ihre Karriere.

## Erfolge

### Weltmeisterschaften
- Mürren 1935: 23. Slalom, 24. Kombination, 28. Abfahrt

### Österreichische Meisterschaften
- Österreichische Meisterin in der Kombination 1933